# العلوم العصبية الخاصة بالنوم

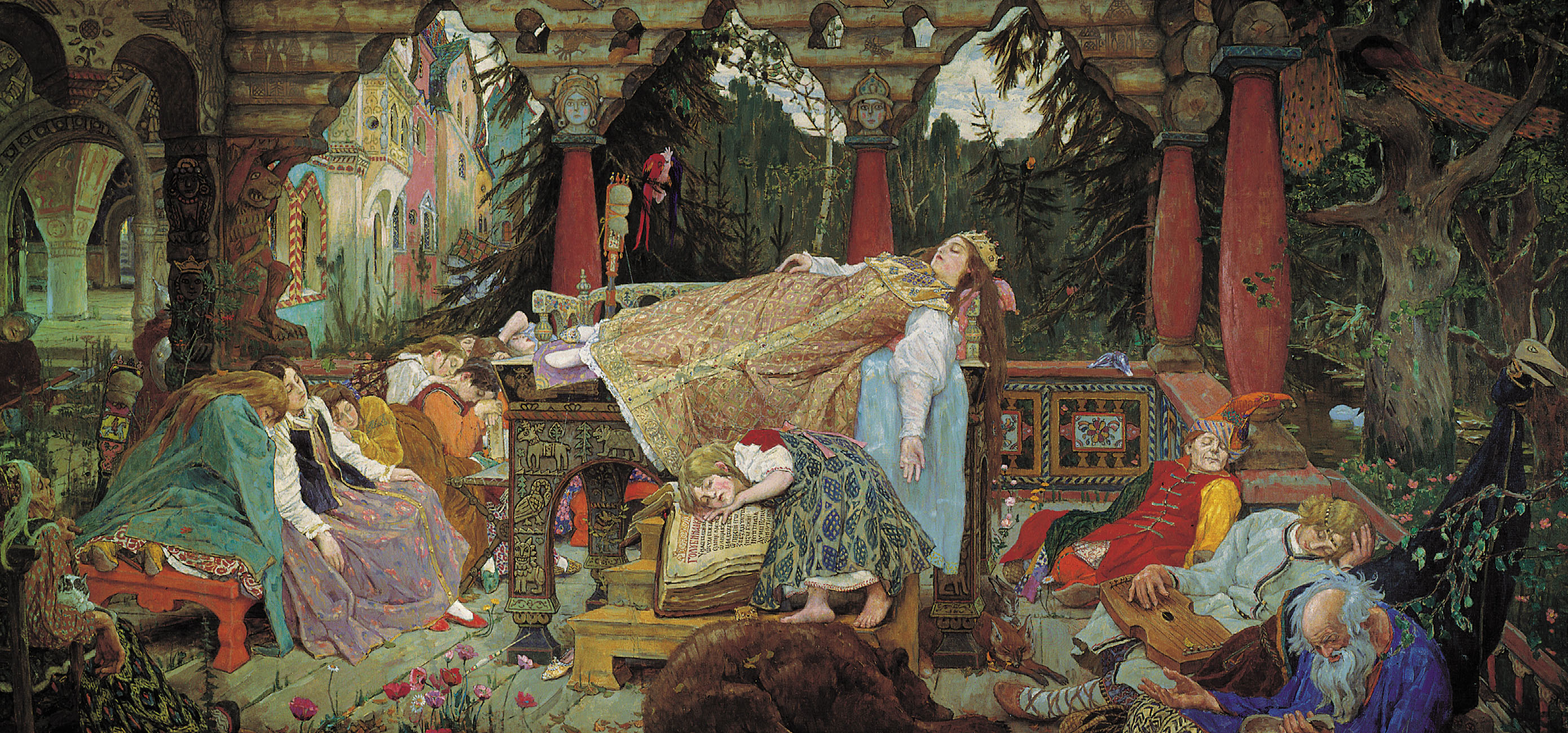
الأميرة النائمة:لوحة عام 1926 للفنان فيكتور فاسنيتسوف (Victor Vasnetsov)

تهتم العلوم العصبية الخاصة بـ النوم بدراسة علم الأعصاب والأساس الفيزيولوجي لطبيعة النوم ووظائفه. بشكل تقليدي، كانت تتم دراسة النوم كجزء من دراسةعلم النفس والطب. ولقد ازدهرت دراسة النوم من منظور علم الأعصاب بفضل التطور التكنولوجي وانتشار الأبحاث في مجال العلوم العصبية منذ منتصف القرن العشرين.
وتشير حقيقة أن الكائنات الحية تقضي حوالي ثلث وقتها في النوم وأن الحرمان من النوم يمكن أن يترتب عليه آثار كارثية تؤدي في النهاية إلى الموت إلى أهمية النوم. وعلى الرغم من أن النوم يعد ظاهرة لها أهميتها البالغة، فإن أغراض وآليات هذه الظاهرة لم يتم فهمها إلا بشكلٍ جزئي، لدرجة أن أحدهم قال ساخرًا «الوظيفة الوحيدة المعروفة للنوم هي علاج قلة النوم». ومع ذلك، فقد أدى تطور تقنيات التصوير المحسنة مثل تخطيط أمواج الدماغ (EEG)، والتصوير المقطعي بالإصدار البوزيتروني (PET)، والتصوير بالرنين المغناطيسي الوظيفي (fMRI)، إضافةً إلى إمكانات الحوسبة الفائقة، إلى زيادة فهم الآليات التي يقوم عليها النوم.
أما عن الأسئلة الرئيسية في الدراسة العلمية العصبية للنوم فهي: - 1) ما العوامل المرتبطة بالنوم؛ أي ما هي أقل مجموعة من الأحداث التي يمكن أن تؤكد أن الكائن الحي نائم؟ 2) كيف يقوم الدماغ والجهاز العصبي باستثارة النوم وتنظيمه؟ 3) ما الذي يحدث للدماغ أثناء النوم؟ 4) كيف يمكن أن نفهم وظائف النوم على أساس التغيرات الفيزيولوجية للدماغ؟ 5) ما الذي يتسبب في اضطرابات النوم المختلفة وكيف يمكن علاجها؟
تتضمن المجالات الأخرى الحديثة للبحث العلمي في العلوم العصبية الخاصة بالنوم كلاً من تطور النوم، والنوم أثناء النمو، والشيخوخة، ونوم الحيوانات، وآليات آثار الأدوية على النوم، والأحلام والكوابيس، ومراحل التيقظ ما بين النوم والاستيقاظ.

## مقدمة
النوم هو حالة طبيعية متكررة تتميز بنقص أو انعدام الوعي، والتوقف المؤقت لـ الأنشطة الحسية، وخمول أغلب العضلات الإرادية. ينقسم النوم في الثدييات والطيور إلى نوعين وهما - حركة العين السريعة (REM) وحركة العين غير السريعة (NREM). كذلك، ينقسم النوم بحركة العين غير السريعة إلى عدة مراحل وهي - N1 وN2 وN3. يمر النوم بدورات من حركة العين السريعة وحركة العين غير السريعة، وعادة ما تكون N1 → N2 → N3 → N2 → حركة العين السريعة. من بين النوعين، يتم التعامل مع حركة العين غير السريعة باعتبارها حالة من النوم العميق (أعمق جزء من حركة العين غير السريعة يعرف باسم نوم الموجات البطيئة)، ويتميز بانعدام حركة العين الواضحة أو شلل العضلات. من ناحيةٍ أخرى، يتم اعتبار نوم حركة العين السريعة بأنه أقرب إلى الاستيقاظ، ويتميز بحركة العين السريعة ووهن العضلات. وتحدث الأحلام (أو الكوابيس) أثناء نوم حركة العين السريعة.
تتحكم الساعة اليوماوية في مواعيد النوم، وإلى حدٍ ما في السلوك الإرادي عند البشر. ولقد تم اشتقاق مصطلح الساعة اليوماوية من الكلمة اللاتينية circa والتي تعني «حول» (أو «حوالي»)، وdiem أو dies بمعنى «اليوم». وتشير الساعة اليوماوية إلى الآلية البيولوجية التي تتحكم في عدة عمليات بيولوجية مما يؤدي إلى تذبذب هذه العمليات بشكلٍ ذاتي لا يخضع للتعود ويستمر لمدة 24 ساعة تقريبًا. ولقد لوحظت هذه الإيقاعات في الوقت الحالي على نطاق واسع في النباتات، والحيوانات، والفطريات، وبكتيريا الزراقم.
يعتبر النوم من الوظائف الأساسية لدى الحيوانات، مع أن السبب غير معلوم حتى الآن. مع ذلك قد يؤدي الحرمان من النوم إلى عواقب وخيمة، كما قد يؤدي نقص النوم إلى ديون النوم. كما أن النوم في أي وقتٍ خلال اليوم لا يعادل النوم ليلاً، فهو لا يكون أكثر فاعليةٍ إلا عندما يتزامن مع عمليات بيولوجية معينة.

## العوامل المرتبطة بالنوم
من الأسئلة المهمة في أبحاث النوم هو وجود تعريف واضح لحالة النوم. وتنشأ هذه المشكلة نتيجة التعريف التقليدي للنوم على أنه حالة من الوعي وليس حالةً فيزيولوجية، وبالتالي لم يتواجد تعريف واضح لأقل مجموعة من الأحداث التي تشكل وتميز النوم عن الحالات الأخرى من الوعي الجزئي أو انعدام الوعى. ويأتي تعقد مشكلة وضع هذا التعريف نتيجةً لأنه يحتاج إلى أن يتضمن مجموعة متنوعة من طرق النوم الموجودة عند مختلف الفصائل.
على مستوى الأعراض، يتميز النوم بانعدام التفاعل مع المدخلات الحسية، وقلة المخرجات الحركية، وانعدام الوعي الانتباه وعدم القدرة على الرجوع السريع إلى الاستيقاظ. ولكن، ترجمة هذه الأعراض في صورة تعريف بيولوجي أمر صعب لعدم وجود طريق واحد محدد في الدماغ مسئول عن توليد وتنظيم النوم. كان أحد المقترحات الأولية لتعريف النوم بأنه تعطيل القشرة المخية والمهاد البصري بسبب شبه انعدام الاستجابة للمدخلات الحسية أثناء النوم. ومع ذلك، فقد تم رفض هذا المقترح لوجود نشاط في المنطقتين في بعض مراحل النوم. ففي الواقع، ظهر أن المهاد البصري يتم تعطيله فقط من ناحية إرسال المعلومات الحسية إلى القشرة الدماغية.
بعض الملاحظات الأخرى المتعلقة بالنوم تضمنت انخفاضًا في النشاط الودي وزيادة في النشاط اللاودي أثناء نوم حركة العين غير السريعة، وزيادة معدل ضربات القلب وضغط الدم مصحوبة بقلة الاستجابة المتجانسة والتوتر العضلى أثناء نوم حركة العين السريعة. ومع ذلك، فإن هذه الأعراض ليست مقصورة على حالات النوم ولا تؤدي إلى صياغة تعريفات فيزلوجية محددة.
في الآونة الأخيرة، تمت مواجهة مشكلة التعريف عن طريق ملاحظة النشاط الكلي للدماغ في شكل أنماط مميزة لتخطيط أمواج الدماغ (رسم المخ). لكل مرحلة من مراحل النوم أو الاستيقاظ نمطٌ مميز في تخطيط أمواج الدماغ التي يمكن استخدامها للتعرف على مرحلة النوم. يتميز الاستيقاظ عادةً بـ بيتا (من 12 إلى 30 هرتز) وغاما (من 25 إلى 100 هرتز) اعتمادًا على ما إذا كان هناك نشاط هادئ أو مجهد. تتضمن بداية النوم إبطاء هذا التردد إلى درجة خمول ألفا (من 8 إلى 12 هرتز) وفي النهاية إلى ثيتا (من 4 إلى 10 هرتز) للمرحلة الأولى من نوم حركة العين غير السريعة. ينخفض هذا التردد بشكل أسرع خلال المراحل المتطورة من نوم حركة العين غير السريعة وحركة العين السريعة. من ناحية أخرى، يكون مدى سعة موجات النوم في أقل مراحلها أثناء الاستيقاظ (من 10 إلى 30 ميكروفولت) ويظهر الازدياد التدريجي خلال المراحل المختلفة من النوم. تتميز المرحلة الثانية بما يعرف باسم مغازل النوم (مجموعات متقطعة من الموجات على تردد سيجما أي: من 12 إلى 14 هرتز) ومجمعات K (انحراف حاد للأعلى يليه انحراف أبطأ للأسفل). تحتوي المرحلة الثالثة من النوم على مغازل أكثر للنوم. أما عن المرحلتين الثالثة والرابعة، فيختصان بمدى عالٍ جدًا من موجات دلتا (من 0 إلى 4 هرتز) وتعرف بموجات النوم البطيء. يتميز نوم حركة العين السريعة بمدى منخفض، وموجات ترددية مختلطة، تظهر في الغالب على شكل نمط موجات مسنن.

## نشوء وتطور النوم

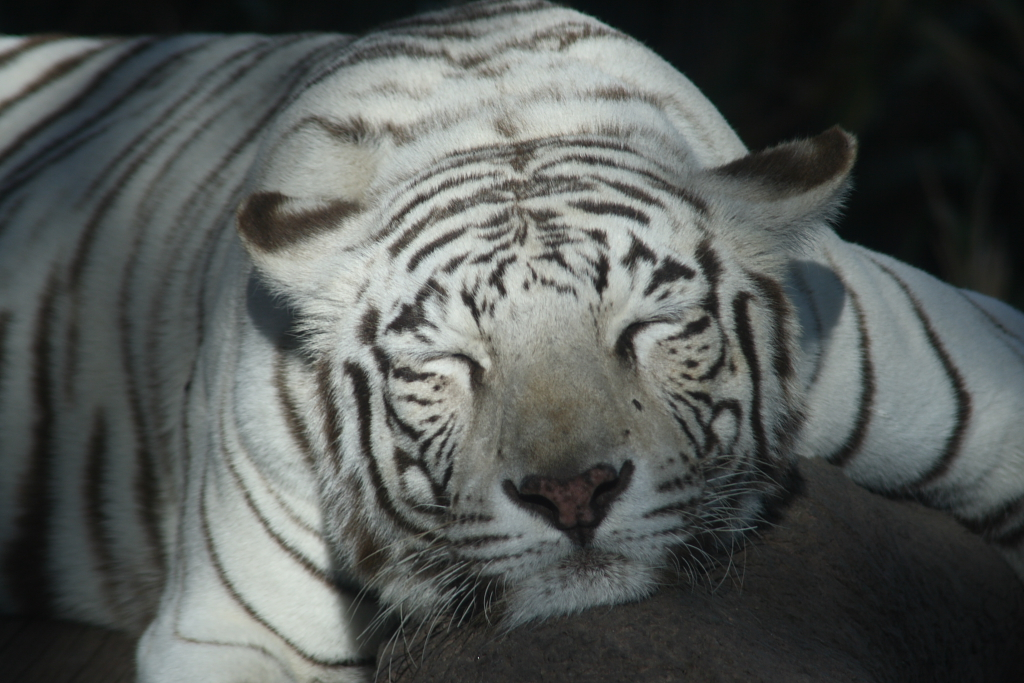
نوم الحيوانات: صورة لنمر أبيض نائم

كيف تطور النوم في مملكة الحيوان وكيف تطور عند البشر هي أسئلة ذات أهمية خاصة نظرًا لأنها قد توفر دليلاً على وظائف وآليات النوم على التوالي.

### تطور النوم
النوم (وخاصةً نوم الموجات البطيئة (SWS) ونوم حركة العين السريعة العميق) هو سلوك خادع لأنه يؤدي إلى زيادة خطر الافتراس بشدة. وهذا يعني أنه لكي يتطور النوم كان يجب على وظائف النوم أن توفر أفضلية جوهرية تتفوق على الخطر الذي يتبعه. في الواقع، أوضحت دراسة النوم كيف تعادل مختلف الكائنات هذا الخطر عن طريق تطوير آليات نوم جزئي أو بالإقامة في مواطن محمية. لذلك، من الممكن أن تعطي دراسة تطور النوم ليس فقط الدليل على جوانب وآليات هذا التطور، ولكن توفر أيضًا تبريرًا تكيفيًا للنوم.
من التحديات التي نواجهها عند دراسة تطور النوم هو أن المعلومات الكافية عن النوم متوفرة فقط لنوعين من الحيوانات وهما الحبليات ومفصليات الأرجل. من خلال البيانات المتوفرة، تم استخدام دراسات مقارنة لتحديد كيف كان للنوم أن يتطور. ومن الأسئلة التي يحاول العلماء إجابتها من خلال هذه الدراسات هو هل تطور النوم مرة واحدة أم عدة مرات. لفهم هذا، يقوم العلماء بدراسة أنماط النوم عند أنواع مختلفة من الحيوانات التي يكون تاريخ تطورها معروفًا بدرجةٍ كافية ودراسة التشابهات والاختلافات بينها.
يمارس البشر نوم الموجات البطيئة ونوم حركة العين السريعة، وفي المرحلتين تكون العينان مغلقتين ويكون لـ نصفي دور فيه. تمت أيضًا ملاحظة النوم عند الثدييات الأخرى من غير البشر. أظهرت دراسة مثيرة أن آكل النمل الشائك لا يمارس سوى نوم الموجات القصيرة فقط (نوم حركة العين غير السريعة). وهذا يشير إلى أن نوم حركة العين السريعة ظهر في التطور بعد أولى الثدييات الولودة (therians). ولكن تم لاحقًا الرد على هذه الدراسة بدراسات تدعي أن النوم عند آكل النمل الشائك يجمع بين نوعي النوم في حالة نومٍ واحدة. أظهرت دراسات أخرى نوعًا غريبًا من النوم عند الحيتان ذات الأسنان (مثل الدلافين وخنازير البحر). ويطلق على ذلك اسم نوم الموجات البطيئة لنصف واحد من الدماغ (USWS). في أي وقتٍ خلال هذا النوع من النوم، يشير تخطيط أمواج الدماغ لنصف واحد من الدماغ إلى النوم بينما يكون النصف الآخر مكافئًا لموجات الاستيقاظ. في بعض الحالات، تكون العين المقابلة مفتوحة. وقد يؤدي هذا إلى تقليل خطر الافتراس عند الحيوانات والنوم أثناء السباحة في الماء، مع أن الحيوان قد ينام عند الراحة.
العوامل المرتبطة بالنوم عند الثدييات صالحة أيضًا لـ الطيور، أي أن نوم الطيور مماثل لنوم الثدييات ويتضمن كل من نوم الموجات البطيئة (SWS) ونوم حركة العين السريعة خصائص متشابهة منها إغلاق العينين، وقلة التوتر العضلي، إلخ. ولكن نسبة نوم حركة العين السريعة عند الطيور أقل بكثير. كما أن بعض الطيور يمكنها النوم بعينٍ واحدة مفتوحة إذا زاد خطر الافتراس في البيئة. يزيد ذلك من إمكانية النوم خلال الطيران، وتبدو أن هذه نتيجة واضحة، إذا أخذنا بعين الاعتبار أن النوم في غاية الأهمية وأن بعض أنواع الطيور يمكنها الطيران لأسابيع متواصلة. مع ذلك، لم يتم تسجيل النوم خلال الطيران، وحتى الآن لم يتم تدعيمه ببيانات تخطيط أمواج الدماغ. من الممكن أن تشرح الأبحاث العلمية الإضافية إذا كانت الطيور تنام خلال الطيران أو أن هناك آليات أخرى تضمن بقاءها سليمة أثناء رحلات الطيران الطويلة بدون نوم.
بخلاف الطيور، وجدت خصائص متشابهة أقل بكثير بين أنواع الزواحف. الملاحظة الوحيدة المشتركة هي أن الزواحف لا تمارس نوم حركة العين السريعة.
تمت دراسة النوم عند بعض اللافقاريات باستفاضة أيضًا، فعلى سبيل المثال: النوم عند ذباب الفاكهة (الدروسوفيلا) ونحل العسل. تم اكتشاف بعض آليات النوم عند هذه الحيوانات بينما البعض الآخر ما زال غامضًا بدرجةٍ كبيرة. تم التعرف على أغلب الخصائص المميزة للنوم، وعلى غرار الثدييات تتضمن هذه الخصائص رد فعل أقل للمدخلات الحسية، وانعدام الاستجابة الحركية في شكل استشعار عدم الحركة، الخ.
تشير حقيقة أن كلا شكلي النوم تتواجد عند الثدييات والطيور وليس الزواحف (التي تعتبر مرحلة متوسطة بين الاثنين)، إلى أن النوم ربما يكون قد تطور بشكل مختلف لدى الاثنين. يمكن اتباع هذا الإثبات بأبحاثٍ إضافية عما إذا كانت الارتباطات في رسم المخ متدخلة في وظائفه أو مجرد واحدة من خصائصه. من الممكن أن يساعد هذا في فهم دور النوم في المرونة طويلة المدى.

### تطور النوم والشيخوخة
تطور النوم هو دراسة النوم على مختلف المجموعات العمرية لنوعٍ من الأنواع، خاصةً خلال النمو والشيخوخة من بين الثدييات ينام الرضع وقتًا أطول. في المتوسط، يحصل الأطفال الرضع على 8 ساعات من نوم حركة العين السريعة و8 ساعات من نوم حركة العين غير السريعة. تختلف نسبة الوقت المنقضي في النوم بين نوعي النوم بشدة في الأسابيع الأولى للنمو، وقد ربطت بعض الدراسات هذا بمدى نضوج الطفل. وهناك انخفاض ملحوظ في عدد ساعات نوم حركة العين السريعة في خلال بضعة أشهر من نمو ما بعد الولادة. يمضي الطفل عندما يصبح بالغًا من 6 إلى 7 ساعاتٍ تقريبًا في نوم حركة العين غير السريعة وحوالي ساعة واحدة في نوم العين السريعة. لا ينطبق ذلك فقط على البشر، فأغلب الحيوانات تعتمد على الوالدين للحصول على الطعام. أدت ملاحظة أن نسبة نوم حركة العين السريعة عالية جدًا في مراحل النمو الأولى إلى افتراض أن نوم حركة العين السريعة قد يساعد في النمو المبكر للدماغ. ولكن، تم الرد على هذه النظرية بدراساتٍ أخرى.
يمر سلوك النوم بتغيرات جوهرية خلال سن المراهقة- بعض هذه التغيرات قد تكون تغيرات مجتمعية عند البشر، وأخرى هرمونية. من التغيرات الهامة كذلك انخفاض عدد ساعات النوم، مقارنةً بالطفولة، إلى أن تصبح بالتدريج مطابقة لعدد ساعات نوم الشخص البالغ. من المتوقع أيضًا أن تتغير آليات التنظيم المتجانس خلال المراهقة. وبصرف النظر عن هذا، ينبغي دراسة آثار التغيرات الروتينية للمراهقة على السلوكيات الأخرى مثل الإدراك والتركيز.
يعد النوم في الشيخوخة، مجالًا آخر للبحث العلمي مساويًا في الأهمية. من الملاحظات الشائعة أن الكثيرين من كبار السن يقضون وقتهم بعد بداية النوم مستيقظين في السرير لأنهم لا يستطيعون النوم ويعانون من انخفاض ملحوظ في كفاءة النوم. قد يكون هناك أيضًا بعض التغيرات في إيقاع الساعة البيولوجية. وتدور الدراسات الجارية حول ما يسبب هذه التغيرات، وكيفية الحد منها للتأكد من أن كبار السن ينامون نومًا مريحًا.

## نشاط الدماغ أثناء النوم
يمكن أن يؤدي فهم الأنشطة المختلفة لأجزاء الدماغ أثناء النوم إلى توفير مدخل لتفسير وظائف النوم. لقد تمت ملاحظة أن النشاط العقلي موجود خلال كل مراحل النوم، مع أنه يصدر من مناطق مختلفة من الدماغ. لذلك، وعلى عكس المفهوم الشائع، لا يتوقف الدماغ عن العمل كليًا أبدًا. فحدة النوم في منطقة معينة ترتبط ارتباطًا متجانسًا بكم النشاط قبل النوم. يعطي استخدام طرق التصوير، مثل التصوير المقطعي بالإصدار البوزيتروني والتصوير بالرنين المغناطيسي الوظيفي، مصحوبة بتسجيلات رسم المخ، فكرة عن أي من مناطق الدماغ تشارك في تكوين إشارات الموجات المميزة وما قد تكون وظائفها.

### نشاط نوم حركة العين غير السريعة
يتميز نوم حركة العين غير السريعة بانخفاض شاملٍ وموضعي في تدفق الدم الدماغي. في البداية، كان من المتوقع أن جذع الدماغ الذي يكون نشطًا أثناء اليقظة سيكون غير نشط، ولكن تم لاحقًا اكتشاف أن هذا الاعتقاد ناتج عن انخفاض دقة دراسات التصوير المقطعي بالإصدار البوزيتروني، وظهر أن هناك كذلك نشاطًا موجيًا بطيئًا في جذع الدماغ. ومع ذلك، فإن مناطق أخرى من الدماغ، ومنها الطلل، وقاعدة الدماغ المقدم، والعقد القاعدية يتوقف نشاطها أثناء النوم. كذلك، فإن هناك مناطق أخرى كثيرة من القشرة يتوقف نشاطها ولكن بدرجات ختلفة. على سبيل المثال، تعتبر قشرة مقدمة الجبهة البطنية الناصفة المنطقة الأقل نشاطًا، بينما تكون القشرة الأساسية أقل منطقة غير نشطة.
يتميز نوم حركة العين غير السريعة بتقلبات بطيئة، وهي مغازل وموجات دلتا. يظهر أن هذه التقلبات البطيئة نابعة من القشرة لأن الأمراض الموجودة في مناطق أخرى من الدماغ لا تؤثر عليها، ولكن الأمراض الموجودة في القشرة تؤثر عليها. ظهر أيضًا أن موجات دلتا تتولد من دوائر عصبية مهادية وقشرية بالتبادل. أثناء النوم، يتوقف المهاد عن ترحيل المعلومات الحسية للدماغ، ومع ذلك يستمر في إنتاج إشارات تٌرسل إلى إسقاطاتها القشرية. وتتولد هذه الموجات في المهاد حتى في غياب القشرة، ولكن يبدو أن المخرجات القشرية تلعب دورًا في تنشيط مجموعة كبيرة من الخلايا العصبية. تعتبر نواة الشبكة المهادية بمثابة جهاز تنظيم ضربات القلب لمغازل النوم. وقد عزز هذا أكثر أن الإيقاع التحفيزي للمهاد يؤدي إلى زيادة إزالة الاستقطاب الثانوي في الخلايا العصبية للقشرة، والتي تؤدي إلى زيادة مدى التنشيط، وتنتج نشاطًا يتميز بالاكتفاء الذاتي. تنبأ الباحثون أن مغازل النوم تلعب دورًا في فصل القشرة عن المدخلات الحسية، والسماح بدخول أيونات الكالسيوم في الخلايا، وبالتالي قد تلعب دورًا في المرونة.

### نشاط نوم حركة العين السريعة
يتميز نوم حركة العين السريعة بتدفق شامل للدم في قشرة الدماغ، كما هو الحال عند الاستيقاظ. في الواقع، تم تسجيل أنه في مناطق كثيرة من القشرة يكون تدفق الدم خلال نوم حركة العين السريعة أكثر منه حتى أثناء الاستيقاظ- ويشمل ذلك مناطق الحصين، وصدغي-قذالي، وبعض مناطق القشرة الدماغية، وقاعدة الدماغ المقدم. من المناطق الأخرى النشطة أثناء نوم حركة العين السريعة، الجهاز الحوفي واللاحوفي بما في ذلك اللوزة المخية. بالرغم من أن النشاط الدماغي يبدو متشابهًا للغاية أثناء نوم حركة العين السريعة والاستيقاظ، إلا أن الفارق الأساسي بينهما هو أن اليقظة في نوم حركة العين السريعة تكون خامدة بشكلٍ أكثر فعالية. كل هذا يميز نوم حركة العين السريعة، بالإضافة إلى السكون الافتراضي للخلايا العصبية ذاتالمفعول أحادي الأمين.
في تسجيلات تخطيط أمواج الدماغ، يتميز نوم حركة العين السريعة بالتردد العالي، وانخفاض نشاط المدى والظهور العفوي لـ بيتا وموجات غاما. الخلايا العصبية المنفجرة ذات الإيقاع السريع في الدوائر القشرية، هي المرشح الأفضل لتوليد هذه الموجات ذات التردد السريع. بعكس نوم الموجات البطيئة، تتزامن الإيقاعات ذات التردد السريع فوق مناطق مقيدة في دوائر محلية محددة بين المناطق المهادية والقشرة الدماغية الحديثة. ويقال أن هذه الموجات يتم توليدها عن طريق عمليات كولينية الفعل من هياكل الجذع المخي. 

إلى جانب هذا، تلعب اللوزة المخية دورًا في تعديل نوم حركة العين السريعة، مما يدعم نظرية أن النوم بحركة العين السريعة يسمح بمعالجة المعلومات الداخلية. وقد يؤدي النشاط الزائد للوزة المخية إلى استجابات عاطفية أثناء الأحلام. وبالمثل، قد تكون غرابة الأحلام نتيجة لانخفاض النشاط في مناطق الفص الجبهي، التي تشارك في دمج المعلومات والذاكرة العرضية.

### الموجات الجسرية الركبية القذالية
يرتبط نوم حركة العين السريعة أيضًا بتنشيط الموجات الجسرية الركبية القذالية (وتعرف أيضًا باسم الأنشطة الطورية أو موجات PGO) والأنشطة الكولينية التصاعدية للاستيقاظ. تم تسجيل الموجات الجسرية الركبية القذالية في النواة الركبية الجانبية والقشرة القذالية أثناء مرحلة ما قبل نوم حركة العين السريعة ويعتقد بأنها تمثل محتوى الأحلام. تشير النسبة العالية بين الإشارة والضوضاء في قناة الركبة الجانبية القشرية إلى أن الصور المرئية في الأحلام قد تظهر قبل النمو الكامل لنوم حركة العين السريعة، ولكن لم يتم تأكيد هذا بعد. قد تلعب أيضًا الموجات الجسرية الركبية القذالية دورًا في تنمية ونضوج هيكل الدماغ، إضافة إلى التقوية طويلة المدى عند الحيوانات غير الناضجة، اعتمادًا على حقيقة أن النشاط الزائد للموجات الجسرية الركبية القذالية يشترك أثناء النوم في تنمية الدماغ.

### إعادة تنشيط الشبكة
الشكل الآخر للنشاط أثناء النوم هو إعادة التنشيط؛ فقد أظهرت بعض دراسات تخطيط أمواج الدماغ أن أنماط النشاط العصبي الموجودة في أي مهمة تعليمية قبل النوم يتم تنشيطها في المخ أثناء النوم. هذا، بالإضافة إلى أن التقاء المناطق النشطة مع المناطق المسئولة عن الذاكرة، قد أدت إلى نظرية أن للنوم دورًا في بعض عمليات تعزيز الذاكرة. وفي هذا الصدد، أظهرت بعض الدراسات أنه بعد أي مهمة حركية تسلسلية، تكون المناطق ما قبل الحركية والقشرة الدماغية البصرية هي أكثر المناطق نشاطًا أثناء نوم حركة العين السريعة، ولكن ليس أثناء نوم حركة العين غير السريعة. وبالمثل، يتم إعادة تنشيط المناطق الحصينية المشتركة في عمليات التعلم المكاني أثناء نوم حركة العين غير السريعة، ولكن ليس أثناء نوم حركة العين السريعة. وترى دراسات كهذه أن للنوم دورًا في تعزيز أنواع معينة للذاكرة. ولكن في الواقع ليس من الواضح ما إذا كانت هناك أنواع أخرى من الذاكرة يتم تعزيزها بهذه الآليات أم لا.

### حوار القشرة المخية الحديثة الحصيني
يشير حوار القشرة المخية الحديثة الحصيني إلى التفاعلات المنظمة للغاية أثناء نوم الموجات البطيئة (SWS) بين مجموعات من الخلايا العصبية تعرف باسم المجموعات الصوتية لتمييز الفرق في الحصين والقشرة المخية الحديثة. تسيطر الأنماط الموجية الحادة (SPW) على الحصين أثناء نوم الموجات البطيئة، وتشارك أفراد الخلايا العصبية في الحصين في إحداث دفعات منظمة أثناء هذه المرحلة. يتم هذا بالتزامن مع التغيرات الحالية في القشرة الدماغية (حالات الهبوط/الصعود) وتنظمه التقلبات البطيئة في القشرة الدماغية. هذه الملاحظات، مدعومة بمعرفة أن الحصين يلعب دورًا في الذاكرة القصيرة للمتوسطة المدى، في حين أن القشرة الدماغية تلعب دورًا في الذاكرة طويلة المدى، أدت إلى نظرية أن حوار القشرة المخية الحديثة الحصيني قد يكون آلية من خلالها ينقل الحصين المعلومات إلى القشرة الدماغية. لذلك فإنه يقال أن حوار القشرة المخية الحديثة الحصيني يلعب دورًا في تعزيز الذاكرة.

## تنظيم النوم
يشير مصطلح تنظيم النوم إلى فترات انتقال الكائن الحي من النوم إلى الاستيقاظ. وتكمن الأسئلة الرئيسية هنا في تحديد أي أجزاء من المخ تكون نشطة في بداية النوم وما هي آلياتها للعمل هنا. في البشر ومعظم الحيوانات، يبدو أن النوم والاستيقاظ يتبعان نموذجًا إلكترونيًا قلاب؛ أي أن كلتا الحالتين مستقرة، ولكن الحالات الوسيطة غير مستقرة. بالطبع، وعلى عكس القلاب، في حالة النوم يبدو أن هنالك عداد يدق من دقيقة الاستيقاظ حتى أنه بعد فترة معينة يجب على الفرد أن ينام، وفي هذه الحالة حتى الاسيقاظ يصبح حالة غير مستقرة. قد يكون العكس أيضًا صحيحًا وإن كان إلى حدٍ أقل بقليل.

### بداية النوم
تم إلقاء الضوء على آليات البدء في النوم على أساس اكتشاف أن الأمراض التي تصيب الباحة امام البصرية والمهاد الأمامي تؤدي إلى الأرق في حين أن الأمراض التي تصيب المهاد الخلفي تؤدي إلى النوم. إلى جانب هذا، وجد أن الآفات في جسر الفم وتشكيلة شبكية المخ الأوسط تؤدي إلى فقدان التنشيط القشرى. تم التركيز على هذا أكثر ليظهر أن سقيفة المخ الوسطى هي المنطقة التي تلعب دورًا في تنشيط القشرة المخية. لذلك، يبدو أن بداية النوم تنشأ من تنشيط المهاد الأمامي مع كبح المناطق الخلفية وسقيفة المخ الوسطى. أظهرت الأبحاث الإضافية أن منطقة المهاد وتسمى النواة البصرية البطنية الجانبية تنتج المثبط العصبي حمض الغاما أمينوبوتيريك (GABA) الذي يعمل على تثبيط نظام الاستيقاظ أثناء بداية النوم.

### نماذج تنظيم النوم
يتم تنظيم النوم عن طريق آليتين متوازيتين، وهما التنظيم المتجانس والتنظيم اليوماوي، يتم التحكم فيهما عن طريق المهاد والنواة فوق التصالبة (SCN) على التوالي. على الرغم من أن طبيعة الدافع الأساسي للنوم غير معروف، فإن الضغط المتجانس يتراكم أثناء الاستيقاظ ويستمر في التراكم حتى يذهب الشخص للنوم. هذا، ويُعتقد أن الأدينوزين يلعب دورًا مهمًا في هذا الأمر، ولقد اقترح العديد من الأشخاص أن تراكم الضغوط يرجع بشكل جزئي إلى تراكم الأدينوزين. مع ذلك، أظهر بعض الباحثين أن هذا التراكم وحده لا يشرح هذه الظاهرة كليًا. ويشير الإيقاع اليوماوي إلى دورة تستمر لمدة 24 ساعة في الجسم، وقد تبين أنه يستمر حتى في غياب الإشارات البيئية. ويرجع السبب في هذا إلى الإسقاطات من النواة فوق التصالبة لجذع الدماغ. 

لقد كانت أول مرة يتم طرح فيها هذا النموذج ذي العمليتين في سنة 1982 من قبل بوربيلي (Borbely)، الذي أطلق عليهما عملية S (التجانس) وعملية C (الإيقاع اليوماوي) على التوالي. فقد أظهر كيف أن كثافة الموجات البطيئة تزيد خلال الليل ثم تقل تدريجيًا مع بداية النهار، في حين أن الإيقاع اليوماوي يشبه منحنى جيبي. كان بوربيلي يرى أن الضغط الذي يؤدي إلى النوم يصل إلى أعلى مستوياته عندما يصبح الفرق بين الاثنين أكبر.

في عام 1993، تم اقتراح نموذج آخر يسمى بنموذج العمليات المعارضة. وقد شرح هذا النموذج كيف أن هاتين العمليتين كانتا تتعارضان مع بعضهما البعض للوصول إلى النوم، على عكس نموذج بوربيلي. وفقًا لهذا النموذج، تعمل النواة فوق التصالبة، التي تشترك في تحديد الإيقاع اليوماوي، إلى تحسين اليقظة وتعارض الإيقاع المتجانس. في المقابل، يوجد الإيقاع المتجانس، وقد تم تنظيمه بواسطة مسار معقد متعدد الشباك في المهاد الذي يلعب دور المحول، ويقوم بإيقاف تشغيل جهاز الاستيقاظ. ينتج التأثيران معًا تأثيرًا مماثلاً لتأثير الأرجوحة التي تنتقل بين النوم واليقظة.
ومؤخرًا، تم اقتراح أن كلا النموذجين يحملان شيئا من الصحة، بينما تدعم النظريات الجديدة أن تثبيط نوم حركة العين السريعة، لا نوم حركة العين غير السريعة، قد يلعب أيضًا دورًا رئيسيًا. على أية حال، تضيف آليات العمليتين مرونةً لإيقاع الساعة اليوماوية البسيط وربما تكون قد تطورت كإجراء تكيفي.

### تنظيم المهاد
يرتبط الكثير من النشاط الدماغي أثناء النوم بـ المهاد، ويبدو أن المهاد قد يلعب دورًا مهمًا في نوم الموجات البطيئة فالتقلبان الأساسيان في نوم الموجات البطيئة- وهما دلتا والتقلب البطئ يمكن إنتاجهما بواسطة كل من المهاد والقشرة الدماغية. مع ذلك، لا يمكن إنتاج مغازل النوم إلا عن طريق المهاد، مما يزيد من أهمية دوره. تدعم نظرية منظم المهاد أن هذه التغييرات تنتج من المهاد ولكن مزامنة المجموعات المختلفة من الخلاية العصبية المهادية النشطة معًا يعتمد على تفاعل المهاد مع القشرة. كذلك، يلعب المهاد دورًا مهمًا في بداية النوم عندما يتغير من حالة منشطة إلى حالة طورية، وبالتالي يعمل بمثابة مرآة لكل من العناصر المركزية واللامركزية ورابط بين الأجزاء المتباعدة من القشرة الدماغية للتنسيق بين أنشطتها.

### نظام تنشيط الشبكية
يتكون نظام تنشيط الشبكية من ثلاث مجموعات من الخلايا العصبية في جذع الدماغ وهي - نواة بيدنكيلوبونتين، والموضع الأزرق ونواة الرفاء. عند اليقظة، يستقبل هذا النظام كل أنواع المعلومات الحسية غير المحددة وتقوم بترحيلها إلى القشرة الدماغية. كما أنها أيضًا تقوم بتعديل قرارات المواجهة أو الهروب، وبالتالي فهي مرتبطة بالجهاز الحركي. أثناء بداية النوم، يعمل هذا النظام من خلال طريقين - الأول هو المسار الكوليني الذي يفسح المجال من أجل الإرسال المهادي، والثاني هو طريق مفعول أحادي الأمين (الذي يبدأ في المخ الأعلى ويسقط إلى ما تحت المهاد والقشرة الدماغية) الذي قد يؤدي إلى الاستيقاظ إذا كان غير فعال. من المتوقع أيضًا أن يلعب دورًا في نوم حركة العين السريعة عن طريق تعديل التوتر العضلي، مما يتسبب في حدوث خصائص نوم حركة العين السريعة من وهن العضلات.

## وظيفة النوم
تعد الحاجة إلى النوم وظيفة من أقل النواحي المفهومة في أبحاث النوم. بينما أصبحت بعض وظائف النوم معروفة، فقد تم اقتراح البعض الآخر، ولكن لم يتم فهمه بالكامل أو تأكيده. بنيت بعض الأفكار الأولية عن وظائف النوم على حقيقة أن معظم (إن لم يكن كل) الأنشطة الخارجية تتوقف أثناء النوم. في البداية، كان يعتقد ببساطة أن النوم آلية من آليات الجسم «لأخذ قسط من الراحة» وتقليل التعب. إلا أن الملاحظات اللاحقة لمعدلات التمثيل الغذائي المنخفضة في المخ أثناء النوم تشير إلى حدوث بعض وظائف التمثيل الغذائي أثناء النوم. مع تطور رسم المخ، وجد أن للمخ نشاطًا داخليًا شبه مستمر أثناء النوم، مما يؤدي إلى فكرة أن الوظيفة قد تكون إعادة ترتيب أو تحديد دوائر الخلايا العصبية أو تقوية الروابط بينها. لا تزال هذه النظريات قيد الاكتشاف. اقترح البعض الآخر وظائف للنوم تتضمن الإبقاء على التوازن الهرموني، وتنظيم الحرارة والحفاظ على معدل ضربات القلب.

### وظيفة الغدد الصماء
يتأثر إفراز العديد من الهرمونات بدورات النوم والاستيقاظ. على سبيل المثال، يعتبر الميلاتونين، وهو منظم للهرمونات، هرمونًا قويًا لـ الإيقاع اليوماوي الذي تزداد إفرازاته في الإضاءة الخافتة وتصل إلى الذروة أثناء النوم الليلي، منخفضةً مع الضوء الساطع للعينين. يعتمد إفراز الميلاتونين عند بعض الكائنات الحية على النوم، ولكن عند البشر لا يعتمد على النوم ولكن على درجة الإضاءة فقط. بالطبع، عند البشر كما الحيوانات الأخرى، هرمون كهذا قد يساعد على التنسيق في بداية النوم. وبالمثل، الكورتيزول وهرمون الغدة الدرقية (TSH) من هرمونات الساعة اليوماوية والهرمونات النهارية، وغالبًا لا يرتبطان بالنوم. على العكس من ذلك، ترتبط الهرمونات الأخرى مثل هرمون النمو (GH) والبرولاكتين بالنوم ارتباطًا بالغًا، ويتم كبتها في حالة عدم النوم. تكون الزيادة القصوى لهرمون النمو أثناء نوم الموجات البطيئة، بينما يتم إفراز البرولاكتين مبكرًا بعد بداية النوم ويزيد خلال الليل. يبدو أن النوم يزيد من إفراز بعض الهرمونات التي يتحكم في إفرازها الضوء. في أغلب الحالات، نقص النوم له آثار ضارة. فعلى سبيل المثال، الكورتيزول، المهم من أجل التمثيل الغذائي (إنه بالغ الأهمية لدرجة أن الحيوانات قد تموت بعد أسبوع من نقصه) ويؤثر على القدرة على تحمل المحفزات البغيضة، ويزيد إفرازه عن طريق الاستيقاظ وأثناء النوم بحركة العين السريعة. وبالمثل، فهرمون الغدة الدرقية يزيد إفرازه أثناء النوم الليلي ويقل مع الفترات المتزايدة من قلة النوم، ولكن من المثير أنه يزيد عند النقص الحاد في النوم. 

لأن الهرمونات تلعب دورًا كبيرًا في تعادل الطاقة والتمثيل الغذائي، والنوم يلعب دورًا مهمًا في تحديد وقت ومدى إفرازها، فإن للنوم تأثيرًا كبيرًا على عملية التمثيل الغذائي. من الممكن أن يشرح هذا بعض النظريات الأولية عن النوم، التي توقعت أن للنوم دورًا تنظيميًا في عملية التمثيل الغذائي.

### معالجة الذاكرة
كان دور النوم في الذاكرة محل تساؤل وارتياب لمدة طويلة. فقد ركز الكثير من الدراسات الأولية مبدئيًا على تأثير النوم على الذاكرة بعد التدرب على مهمة معينة (بعد التدريب)، ولكن دراسات لاحقة أكدت أيضًا أهمية النوم قبل التدريب عند تعلم مهمة جديدة. أظهرت هذه الإجراءات السلوكية والتصويرية في الاختبارات على الحيوانات والبشر أن النوم قبل التدريب يلعب دورًا مهمًا في تجهيز الذاكرة للتشفير، كما يلعب النوم بعد التدريب دورًا مهمًا في تعزيز الذاكرة.
نظرت الدراسات الإضافية إلى تأثيرات المراحل المختلفة من النوم على الأنواع المتعددة للذاكرة. على سبيل المثال، وجد أن الحرمان من النوم لايؤثر بشدة على التعرف على الوجوه، ولكنه من الممكن أن ينتج تدهورًا واضحًا في الذاكرة المؤقتة (التمييز بين أي الوجوه ينتمي إلى أي المجموعات). وجد أيضًا أن الحرمان من النوم يزيد الإحساس بأنك على صواب، خاصةً في حالة أن تكون مخطئًا بالفعل. دراسة أخرى ذكرت أنه في حالة الحرمان من النوم، يكون الأداء أسوء بكثير عند الاسترجاع الحر من قائمة أسماء (بمتوسط 2.8 ± 2 كلمة) مقارنةً بالأداء عند الحصول على قدرٍ طبيعي من النوم (4.7 ± 4 كلمات). هذه النتائج تشير إلى دور النوم في معلومات الذاكرة التعريفية. وقد تأكد هذا أكثر من خلال ملاحظات قلة نشاط التمثيل الغذائي في قشرة الفص الجبهي والفص الصدغي والفصوص الجدارية للتعلم الصدغي والتعلم اللفظي على التوالي.
أظهرت أيضًا تحليلات البيانات أن التجمعات العصبية ارتبطت بشدة أكثر أثناء نوم الموجات البطيئة منها أثناء اليقظة أو نوم حركة العين السريعة. كما أن، النوم بعد التعلم، وبعد نوم الموجات البطيئة، إذا استمر لمدة 48 ساعة، وهي مدة أكثر بكثير من مدة تعلم شيء جديد (ساعة واحدة)، مما يشير إلى التقوية طويلة المدى.
تتضمن الملاحظات المثيرة الأخرى أهمية القيلولة - إذ يتحسن الأداء في بعض أنواع المهام بعد قيلولة لمدة ساعة بعد الظهر؛ فقد أوضحت دراسات على أداء عمال الورديات أن عدد ساعات النوم بالنهار لا يتساوى مع عدد ساعات النوم بالليل. تستعرض دراسات الأبحاث الحالية الأسس الجزيئية والفسيولوجية لـ تعزيز الذاكرة أثناء النوم. وتعد هذه الدراسات، بالإضافة إلى دراسات للجينات التي من الممكن أن تلعب دورًا في هذه الظاهرة، بأن تمنح صورةً أكثر اكتمالاً لدور النوم في الذاكرة.

### التغييرات السلوكية مع الحرمان من النوم
تشيع حالات الإصابة بـ الحرمان من النوم، الذي قد يكون ضروريًا في بعض الأحيان في المجتمعات الحديثة لأسباب مهنية ومحلية مثل الخدمات على مدار الساعة، والأمن أو التغطية الإعلامية، والمشاريع عبر المناطق الزمنية إلخ فكل هذا يبين مدى أهمية فهم آثار الحرمان من النوم. على الرغم من أن معظم الدراسات قد تمت من العقد الأول من القرن العشرين من أجل توثيق آثار الحرمان من النوم، لكن أسسالسلوك العصبي لهؤلاء لم يتم دراستها إلا مؤخرًا.
ارتبط الحرمان من النوم بشدة باحتمال وقوع الحوادث والأخطاء الصناعية. كما أظهرت دراسات كثيرة بطء نشاط التمثيل الدماغي في المخ إذا ما ازداد عدد ساعات ديون النوم. بعض الدراسات أظهرت أيضًا أن شبكة التركيز في المخ بالأخص تتأثر بنقص النوم، ومع أن بعض هذه التأثيرات على التركيز قد تكون مقنعة بنشاطات أخرى (مثل الوقوف أو المشي) أو استهلاك الكافيين، لايمكن تجنب نقص التركيز بالكامل.
تبين كذلك أن الحرمان من النوم له تأثير ضار على العمليات الإدراكية، وبالأخص الوظائف المتباينة أو تعدد المهام. كما أن له أيضًا تأثيرات على المزاج والعاطفة، وهناك عدة تقارير على زيادة الميل إلى الغضب، أو الخوف أو الاكتئاب مع ديون النوم. مع ذلك، تبدو بعض الوظائف الإدراكية العليا بلا تغيير ولو كانت أبطأ قليلاً. كثير من هذه الآثار تختلف من شخصٍ لآخر أي بينما يعاني البعض من درجاتٍ عالية من الضعف الإدراكي بسبب نقص النوم، يعاني البعض الآخر من تأثيرات ضئيلة. مازالت الآليات الدقيقة لما سبق غير معروفة والطرق العصبية الدقيقة والآليات الخلوية لديون النوم مازالت قيد البحث

## اضطرابات النوم
اضطراب النوم، هو اضراب طبي لأنماط نوم شخصٍ أو حيوان. تعد بحوث دراسة النوم بمثابة اختبار شائع الاستخدام لتشخيص بعض اضطرابات النوم. وتصنف اضرابات النوم على نطاقٍ واسع كـ اختلال النوم، والخطل النومي، واضطرابات أخرى منها تلك التي يتسبب فيها ظروف طبية أو فسيولوجية ومرض النوم. تتضمن بعض اضطرابات النوم الشائعة كلاً من الأرق (عدم القدرة المزمنة على النوم)، وتوقف التنفس أثناء النوم(التنفس أثناء النوم بشكلٍ منخفض غير طبيعي)، والخدار (النعاس المفرط في أوقات غير مناسبة)، والجمدة (فقدان مفاجئ وعابر للتوتر العضلى)، واضطرابات إيقاع الساعة البيولوجية، ومرض النوم (اضطراب دورة النوم الناجم عن العدوى). ومن الاضطرابات الأخرى التي تمت دراستها المشي أثناء النوم، ورهاب النوم وسلس البول الليلي.
تعد دراسة اضطرابات النوم مفيدة بشكلٍ خاص لأنها تعطي فكرة عن أجزاء الدماغ التي أدت إلى تغير عملية النوم - يتم هذا عن طريق مقارنة الصور والأنماط النسيجية للأفراد الطبيعيين والمصابين. غالباً ما يتضمن علاج اضطرابات النوم طرقًا سلوكية والعلاج النفسي مع العلم أنه يمكن استخدام تقنيات أخرى. يعتمد اختيار طريقة العلاج لشخصٍ معين على تشخيص المريض، والتاريخ الطبي والنفسي، والتفضيلات، كما يعتمد أيضًا على الطبيب المعالج. غالبًا ما تتوافق المقاربات السلوكية أو المعالجة النفسية والعلم الدوائي ويمكن تجميعها بكفاءة للوصول إلى أفضل الفوائد العلاجية.
يرتبط بذلك مجال آخر ألا وهو طب النوم والذي يتضمن تشخيص وعلاج اضرابات النوم وحرمان النوم، وهي أسباب رئيسية للحوادث. يتضمن هذا العديد من طرق التشخيص منها ديمسديل، ومذكرات النوم، واختبارات متعددة لتأخر النوم، إلخ. وبالمثل قد يكون العلاج سلوكيًا مثل العلاج السلوكي الإدراكي أو قد يتضمن الأدوية أو العلاج بالضوء الساطع.

## الأحلام

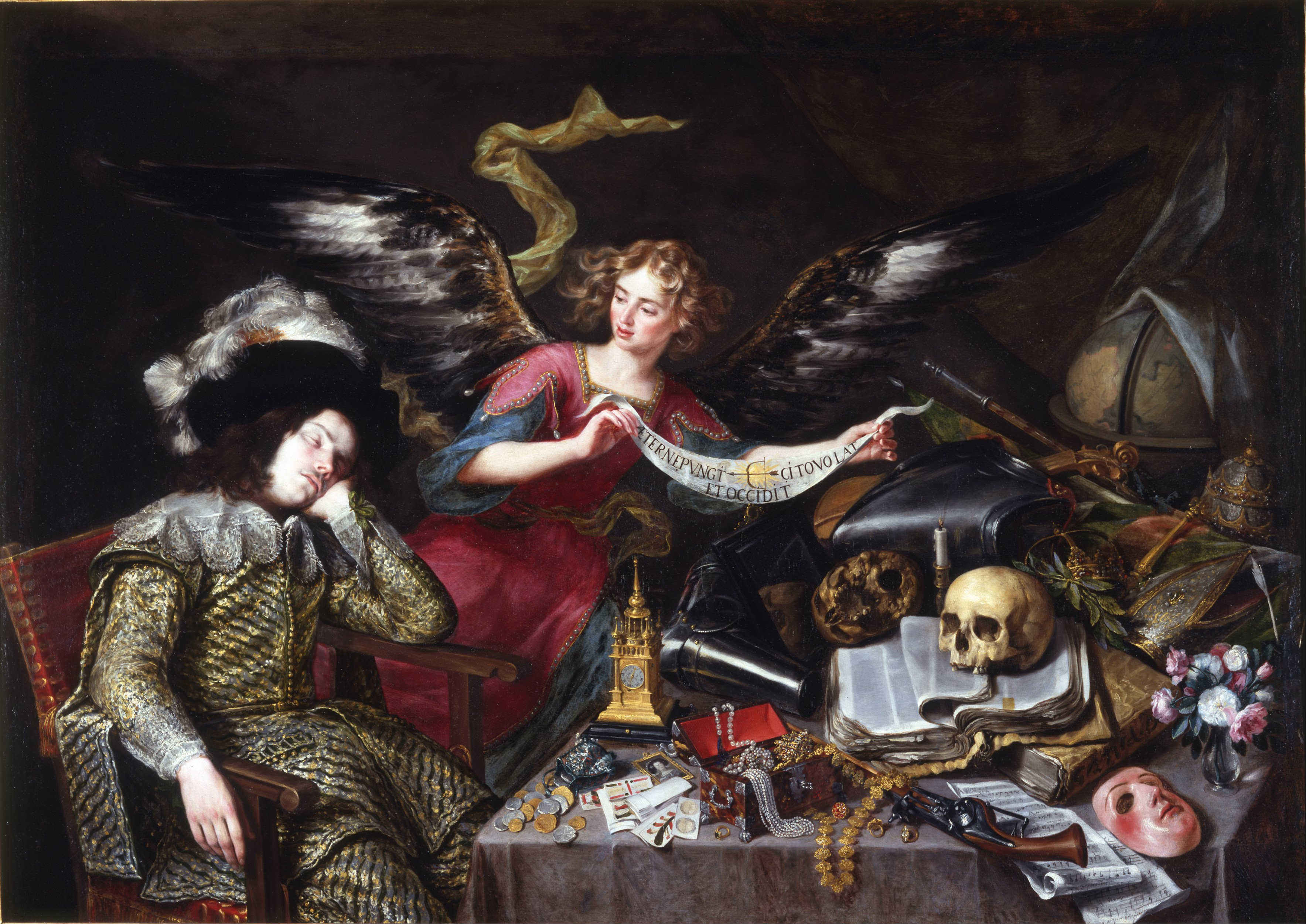
"حلم الفارس" لوحة من عام 1655 للفنان أنتونيو دي بيريدا (Antonio de Pereda)

الأحلام هي تتابع لصور وأفكار ومشاعر وأحاسيس تحدث لا إراديًا في العقل أثناء مراحل معينة من النوم (غالبًا في أثناء مرحلة نوم حركة العين السريعة). لم يفهم بعد محتوى وأغراض الأحلام مع أن عده نظريات قد طرحت. الدراسة العلمية للأحلام تسمى علم الأحلام.
هناك نظريات عديدة حول الأسس العصبية للأحلام. ويتضمن هذا نظرية توليف التنشيط وهي ترى أن الأحلام تنتج عن تنشيط جذع المخ أثناء نوم حركة العين السريعة، ونظرية التنشيط المستمر التي ترى أن الأحلام تنتج من تنشيط التوليف. إلا أن الأحلام والنوم بحركة العين السريعة يتم التحكم فيهما من خلال هياكل مختلفة في المخ، هذا إضافةً إلى نظرية الأحلام كمثيرات للذاكرة طويلة المدى حيث ترى هذه النظرية أن مثيرات الذاكرة طويلة المدى تكون متوفرة بكثرة أثناء ساعات اليقظة أيضًا ولكن يتم التحكم فيها وتصبح ظاهرة فقط أثناء النوم.
هناك عدة نظريات كذلك حول وظيفة الحلم. ترى بعض الدراسات أن الأحلام تقوى الذكريات ذات الدلالة- يبنى هذا على دور حوار القشرة المخية الحديثة الحصيني والعلاقات العامة بين النوم والذاكرة. فقد تصورت إحدى الدراسات أن الأحلام تمسح البيانات غير المهمة في المخ. من الوظائف الأخرى المقترحة للحلم التكيف العاطفي وتنظيم المزاج. من وجهة نظر تطورالأحلام، من الممكن أن تحفز مواقف مهددة التي قد تشيع في حياة الحيوان، وربما تنتقل في شكل ذكريات وراثية. معظم النظريات حول وظيفة الحلم تبدو وكأنها تتعارض، ولكنه من الممكن أن تعمل الكثير من وظائف الأحلام قصيرة المدى معًا من أجل تحقيق وظيفة أكبر ذات مدى طويل. من الممكن الإشارة إلى أنه لا يوجد دليل قاطع يبرهن أيًا من هذه النظريات.
إن دمج ذاكرة اليقظة في الأحلام هي مجال آخر من الأبحاث الجارية وقد حاول بعض الباحثين ربطها بوظائف تعزيز الذاكرة المعلنة للأحلام.
من المجالات المرتبطة في البحث، أسس العلوم العصبية لـالكوابيس. كما أكد الكثير من الدراسات انتشار الكوابيس على نطاق واسع والبعض ربط بينها وبين الدرجات العالية من التوتر. تم اقتراح نماذج متعددة لإنتاج الكوابيس منها نماذج فرويد الجديدة كما يوجد نماذج أخرى مثل نموذج صياغة الصورة في سياقها، ونموذج سماكة الحدود، ونموذج تحفيز التهديد إلخ. اعتبرت بعض الدراسات الخلل في الناقلات العصبية سببًا في الكوابيس، كما اعتبر البعض أن سبب الكوابيس يكمن في الاختلال الوظيفي المؤثر في الشبكات- وكان ذلك في نموذج يرى أن الكابوس هو ناتج لاختلالٍ وظيفي في الدارات المشتركة عادةً في الحلم. ومثلها مثل الأحلام، لم تسفر أي من النماذج عن نتائج قاطعة وتستمر الدراسات للإجابة على هذه الأسئلة.